# Iridium (Kommunikationssystem)

Iridium-LLC-Logo

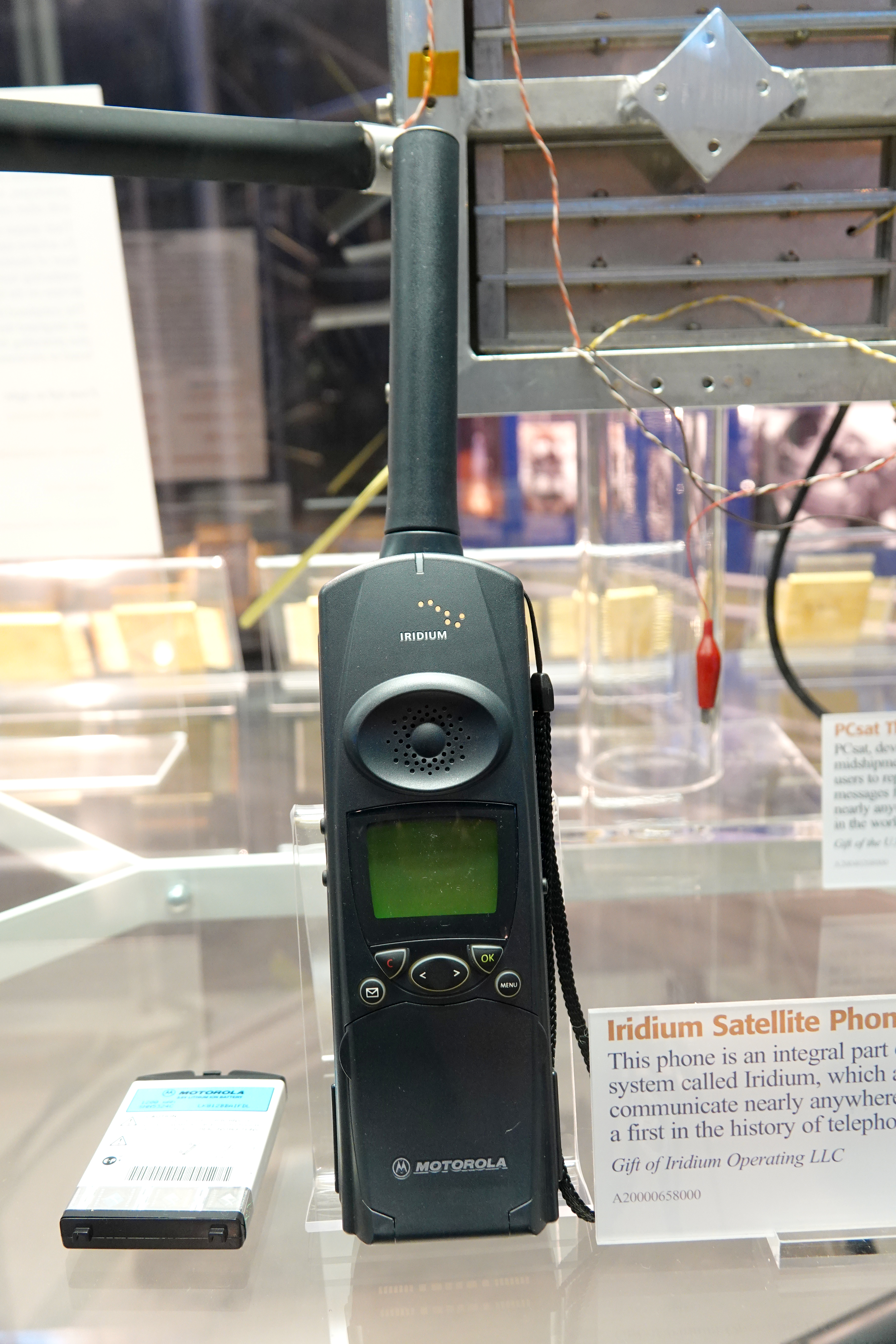
Erste Generation eines Iridium-Satellitentelefons (späte 1990er Jahre)

Iridium ist ein durch das gleichnamige US-amerikanische Unternehmen Iridium Communications Inc. mit Sitz in McLean (Virginia) betriebenes weltumspannendes Satellitenkommunikationssystem aus 66 aktiven Satelliten auf sechs Umlaufbahnen und zusätzlich einem oder mehreren Reservesatelliten pro Umlaufbahn. Ursprünglich waren 77 Satelliten für diese Satellitenkonstellation geplant; das System ist deshalb nach dem chemischen Element Iridium mit der Ordnungszahl 77 benannt. Da der Name Iridium beim Entscheid, nur 66 Satelliten einzusetzen, schon etabliert war, erfolgte keine Umbenennung auf Dysprosium.
Das Iridium-Netz hat für die von ihm genutzten Satellitentelefone die Vorwahlen +8816 und +8817. Die von der ITU zugewiesene Netzkennung ist 901-03.

## Entwicklung

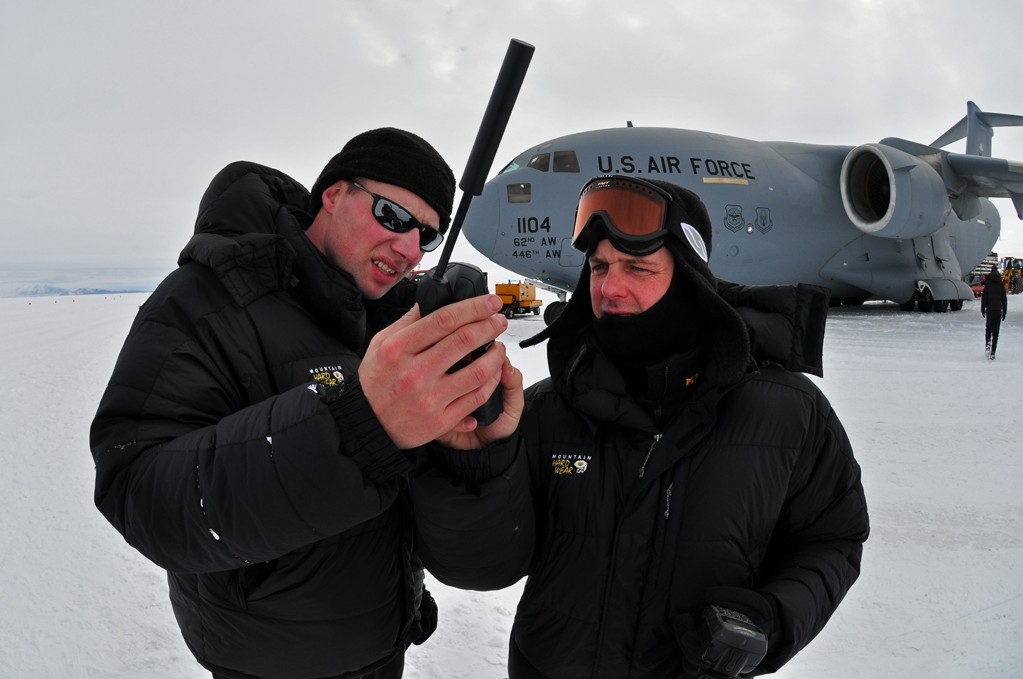
Soldaten der U.S. Air Force kontrollieren in der Antarktis die Funktionstüchtigkeit eines Iridium-Mobiltelefons (2010)

### Iridium Inc.
Die Idee für Iridium wurde 1985 bei Motorola geboren. Es sollte die weltweite Sprach- und Datenübermittlung über Satellitentelefone und PDAs ermöglichen. Bis 1988 stand das Konzept dafür fest. 1991 wurde das Unternehmen Iridium Inc. gegründet, das das System entwickelte und im September 1998 in Betrieb nahm. Die Gesprächskosten waren anfangs mit ca. acht US-Dollar pro Minute sehr hoch, die Endgeräte teuer und wesentlich unhandlicher als geplant. Dies führte dazu, dass statt der geplanten zwei Mio. Nutzer nur etwa 55.000 Kunden gewonnen werden konnten.
Am 23. August 2000 musste Iridium Inc. Konkurs anmelden. Die Satelliten sollten in die Erdatmosphäre gelenkt werden, um sie gezielt verglühen zu lassen. Von einer geplanten Abschaltung wären auch Expeditionen betroffen gewesen. Sie hatten sich im Vorfeld auf die Erreichbarkeit verlassen und verfügten über keine weiteren Kommunikationssysteme. Dazu zählten Rune Gjeldnes und Torry Larsen auf einer norwegischen Nordpolexpedition, Prinz Frederik zu Dänemark auf einer Hundeschlittenexpedition in Grönland und der französische Abenteurer Jo Le Guen, der allein in seinem neun Meter langen Ruderboot den Pazifik überquerte. Sie erhielten einen Anruf vom Unternehmen, der ihnen das Betriebsende ankündigte. Schließlich wurde die Abschaltung auf Druck der Öffentlichkeit zum Teil verschoben.

### Iridium Satellite LLC
Zum 1. Januar 2001 wurde das Iridium-System von der neu gegründeten Iridium Satellite LLC übernommen. Die Satelliten werden von Boeing betrieben und gewartet. Der kommerzielle Betrieb konnte am 30. März 2001 wiederaufgenommen werden. Größter Unterschied zum vorherigen Betrieb ist, dass kein Roaming mit GSM-SIM-Karten im Iridiumnetz wie auch mit Iridium-SIM-Karten im GSM-Netz mehr möglich ist.
Iridium verfügte im April 2018 über eine Million zahlende Abonnenten. Mehr als 50 % aller Iridium-Abos sind für M2M-Datenübertragungs-Anwendungen (SBD), weniger als 50 % für Sprachtelefonie und den weltweiten Internetzugang. Größter Einzelkunde mit rund 10 % Teilnehmeranteil ist das Militär, allen voran das US-amerikanische Verteidigungsministerium. Weitere Nutzer sind Reedereien, Fluglinien, Wissenschaftler oder Unternehmen aus der Bodenschatzförderung.
Im Jahr 2005 sanken die Gerätepreise deutlich, und eine Minute Telefonat in das Festnetz oder Mobilnetz kostete je nach bestelltem Minutenvolumen noch zwischen 0,90 und 1,50 US-Dollar. Deutlich geringer sind die Gebühren bei regional begrenzt einsetzbaren SIM-Karten, wie in Amerika oder Afrika. Ein neues Iridium-Satellitentelefon kostet rund 1300 €. Das Jahresabonnement für die weltweite Sprachtelefonie mit einem Iridium-Satellitentelefon kostet rund 530 US-Dollar. Eine weltweit gültige Pre-Paid-SIM-Karte für ein Iridium-Satellitentelefon mit einer Gültigkeitsdauer von 30 Tagen ist ab 160 € erhältlich.

## Netzabdeckung
Die Kommunikation mit Iridium ist grundsätzlich von jedem Standort auf der Erdoberfläche mit freier Sicht zum Himmel möglich. Über das Iridium-Satellitennetzwerk ist weltweiter Empfang möglich, jedoch kann der Iridium-Empfang zeitweise ausfallen. Bei einem Iridium-Empfangsausfall befindet sich ein Objekt in der ersten Fresnelzone und stört die Sichtverbindung vom Satellitentelefon zum Iridium-Satelliten. In der ersten Fresnelzone sollten sich keine Sträucher, Bäume, Felsen, Haus- und Hüttenwände befinden. Iridium-Satelliten befinden sich außerhalb der Polarregion zeitweise sehr tief am Himmel (kleiner Höhenwinkel). Deshalb ist die Satellitenkommunikation über das Iridium-Satellitennetzwerk sehr anfällig für Störungen der Sichtverbindung.
Unterbrechungsfreiheit ist bei klarer Sicht zum Himmel in alle Richtungen ab einem Höhenwinkel von 8,2° gegeben. Um eine einwandfreie, unterbrechungsfreie Kommunikation mit Iridium sicherzustellen, darf kein Objekt ab einem Höhenwinkel von 8,2° die Sicht zum Himmel stören. Als Faustregel gilt die geballte Faust bei waagerecht ausgestrecktem Arm. Die Höhe der geballten Faust entspricht ungefähr dem Höhenwinkel von 8,2°. Kein Objekt darf höher als die geballte Faust zum Himmel ragen.

Netzabdeckung von Iridium, Höhenwinkel 8,2°
Netzabdeckung in tiefen Schluchten und Bergtälern, Höhenwinkel 21°
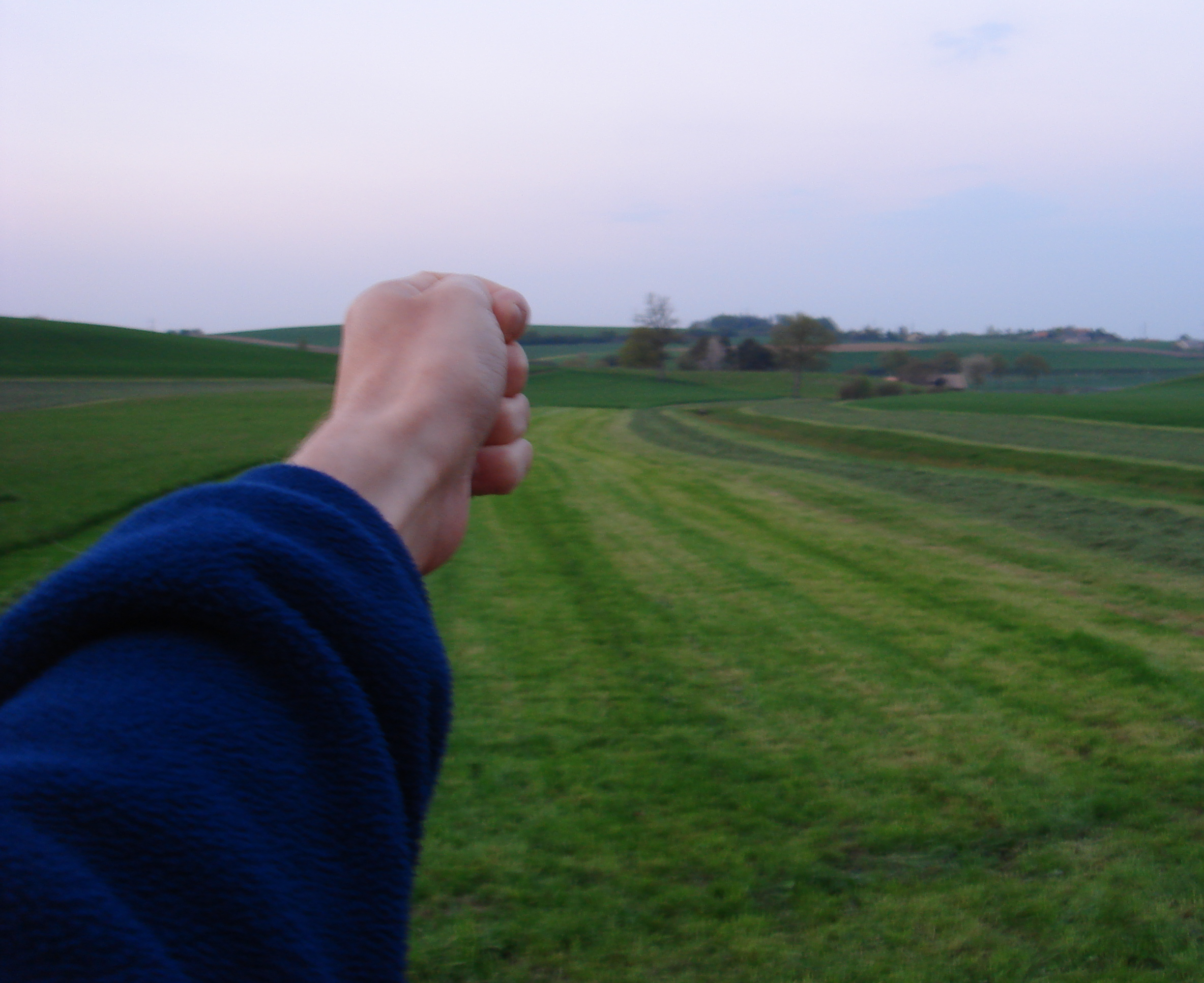
Faustregel für einwandfreien Iridium-Empfang
- Animation der Umlaufbahn eines polumlaufenden Satelliten

In einer sehr tiefen Schlucht, in der nur im Zenit uneingeschränkte Sicht zum Himmel besteht, ist im schlimmsten Fall über 120 Minuten keine Kommunikation möglich, da in dieser Zeit kein Iridium-Satellit in Sichtkontakt kommt. Durch die Erddrehung und Bewegung der Satelliten auf ihren Umlaufbahnen befindet sich nach rund 120 Minuten wieder ein Satellit im Zenit.
Auf der Webseite „ASE Satfinder“ (siehe Weblinks) oder mit einer Smartphone-App zum Satellitentracking kann der aktuelle Standort der Iridium-Satelliten am Himmel berechnet werden. Hierzu benötigt die Satellitentracking-App aktuelle Satellitenbahndaten. Mit diesen TLE-Daten kann die App die Standorte aller Iridium-Satelliten für die nächsten 2 Stunden bestimmen. Mit Hilfe dieser Daten kann dann ein geeigneter Zeitpunkt für ein bevorstehendes Telefonat gewählt werden. Idealerweise wird ein Telefongespräch über den jeweils gerade im Zenit stehenden Iridium-Satelliten geführt.
Iridium ist neben OneWeb und Starlink heute (2025) das einzige, aktive kommerzielle Satellitennetzwerk mit einer vollständigen und zeitlich unbeschränkten Netzabdeckung der Polkappen. OneWeb und Starlink nutzen jedoch mit dem Ku-Band ein Frequenzband für die Satellitenkommunikation, welches wesentlich durch die Erdatmosphäre gestört werden kann. Die Polkappen werden im L-Band nur über das Iridium-Satellitennetzwerk versorgt. Aufgrund der polaren Satellitenumlaufbahnen ist die Versorgungsdichte in den Polarregionen besonders hoch. Für eine unterbrechungsfreie Iridium-Kommunikation benötigt man in den Polarregionen daher weniger freie Sicht zum Himmel als am Äquator.
| Geografische Breite | Standort              | Jederzeit (Unter- brechungsfrei) | Nur im Bereich der gegenläufigen Satellitenbahnen sind Empfangslücken zu erwarten (tritt nur alle 12 Stunden auf) |
| 0°                  | Äquator               | 8,2°                             | 8,2° |
| 50°                 | Frankfurt am Main     | 10°                              | 12° |
| 56°                 | Edinburgh             | 10°                              | 13° |
| 60°                 | Helsinki              | 10°                              | 14° |
| 66° 34′             | Polarkreis            | 12°                              | 18° |
| 71°                 | Nordkap, Point Barrow | 20°                              | 20° |

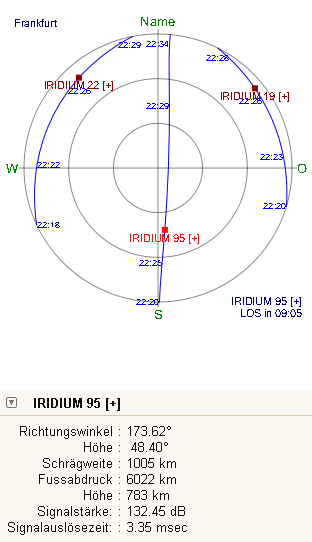
Sichtbare Iridium-Satelliten in Frankfurt am 12. Dezember 2011 um 22:27
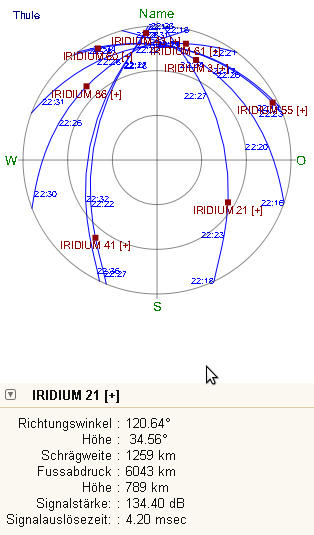
Sichtbare Iridium-Satelliten in Thule am 12. Dezember 2011 um 22:25

Bei langen Telefongesprächen muss im Schnitt alle neun Minuten der Iridium-Satellit gewechselt werden, da der bisher verwendete Satellit hinter dem Horizont verschwindet. Der Satellitenwechsel geschieht vollautomatisch. Die beiden Gesprächsteilnehmer merken vom Satellitenwechsel nichts, solange die Faustregel „keine Objekte mit Höhenwinkel über 8,2°“ eingehalten wird. Wird die Faustregel nicht eingehalten (Objekte mit Höhenwinkel über 8,2°), kann es zu einem Abbruch der Gesprächsverbindung kommen, wenn der alte Satellit hinter dem Horizont verschwindet und der neue Satellit noch nicht in Sichtweite ist.
Obwohl die Netzabdeckung von Iridium technisch den weltweiten Einsatz erlaubt, dürfen Iridium-Satellitentelefone in einigen Staaten aus rechtlichen Gründen nicht importiert oder eingesetzt werden (z. B. im Jahr 2015: Kuba, Nordkorea). Einige Länder erlauben den Import, Export und Betrieb von Iridium-Satellitentelefonen auf ihrem Staatsgebiet nur unter Einhaltung bestimmter Auflagen. In einigen Staaten besteht eine Meldepflicht für Iridium-Satellitentelefone (z. B. im Jahr 2015: Russland, Indien). Vor dem Betrieb, Import oder Export von Satellitentelefonen ist abzuklären, ob dies gestattet ist und ob eine Meldepflicht besteht.

## Anwendungen
Iridium ermöglicht weltweite Sprach- und Datenkommunikation. Iridium ist das einzige zuverlässige kommerzielle Zweiweg-Kommunikationsmittel, das in den Polarregionen eine unterbrechungsfreie Kommunikation mit der Außenwelt ermöglicht. In den Polarregionen über dem 82. Breitengrad ist kein zuverlässiger Signalempfang von geostationären Satelliten möglich. Zum Beispiel wird Iridium von mehreren Forschungsstationen in der Antarktis (Amundsen-Scott-Südpolstation, Neumayer-Station III) für die unterbrechungsfreie Kommunikation mit der Außenwelt eingesetzt.
Auf Schiffen oder Flugzeugen, die sich in den Polarregionen fortbewegen, ist es heute nicht gesetzlich vorgeschrieben, dass Iridium-Kommunikationsmittel an Bord mitgeführt werden müssen. Jedoch ist zu erwarten, dass in den Polarregionen das Mitführen von Iridium-Kommunikationsmitteln in naher Zukunft zur Pflicht wird. In einigen wenigen Anwendungsgebieten (z. B. LRIT) ist in den Polarregionen die Verwendung von Iridium als Kommunikationsmittel bereits heute Pflicht.

### Sprachtelefonie

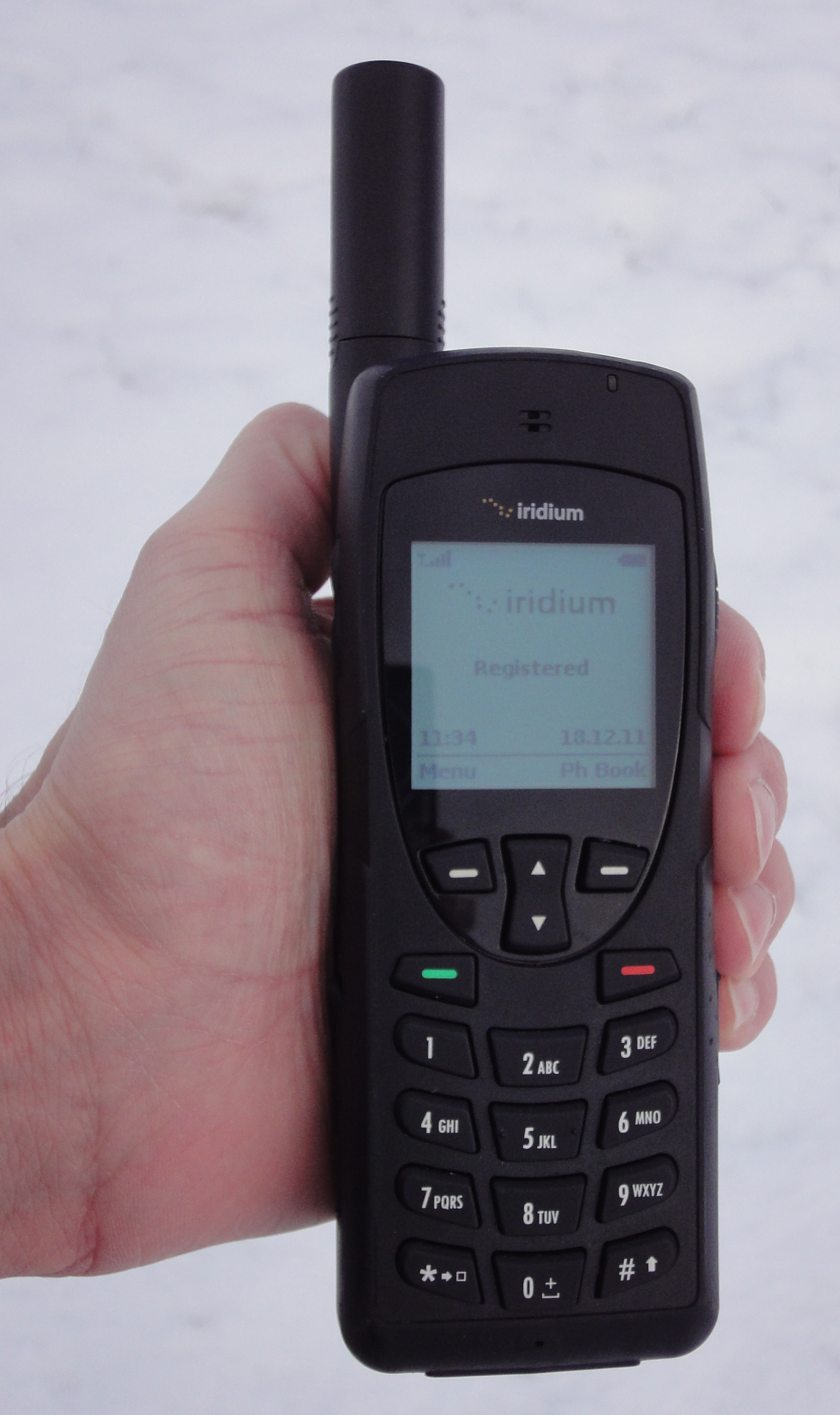
Iridium-Mobiltelefon

Iridium ermöglicht die weltweite Telefonie. Telefongespräche werden mit Leitungsvermittlung (CS) über die Iridium-Satelliten übertragen. Iridium ermöglicht den Versand und Empfang von SMS. Der Versand und Empfang von SMS zwischen dem Iridium-Netzwerk und einem terrestrischen Mobilfunknetz ist möglich. Der Austausch von SMS zwischen Iridium- und Mobilfunknetz muss durch den Mobilfunkanbieter unterstützt werden (SMS-Interworking).
Da die Übertragungsrate von Sprachdaten mit 2400 Baud extrem gering ist, kommt ein stark komprimierender Codec mit dem Namen „Advanced Multi-Band Excitation“ (AMBE) zum Einsatz, der von der nordamerikanischen Firma Digital Voice Systems, Inc. entwickelt wurde. Dieser Codec wird in den aktiven kommerziellen Satellitentelefonen von Iridium, Inmarsat und Thuraya eingesetzt und wird auch häufig für Funkgeräte mit digitalen Übertragungsverfahren (DMR, dPMR) verwendet. Durch die starke Komprimierung der Sprachdaten entspricht die Sprachqualität einem MOS-Wert von 3,3. Die Sprachqualität liegt also zwischen „ordentlich“ und „gut“. Die Sprach- und Verbindungsqualität ist deutlich schlechter als die gewohnte Sprach- und Verbindungsqualität vom terrestrischen Mobilfunk mit Handy/Natel. Zum Vergleich: Bei Telefongesprächen über die terrestrische Mobilfunktechnik GSM/2G und UMTS/3G wird im Normalfall der Codec Adaptive Multi-Rate Narrowband (AMR-NB) mit 12,2 kbit/s eingesetzt. AMR-NB mit 12,2 kbit/s erreicht einen MOS-Wert von 4,2 (Sprachqualität: „gut“ bis „ausgezeichnet“).
Bei Telefongesprächen sind Sprachverzerrungen und kurze Unterbrechungen auch bei einwandfreiem Netzempfang technisch bedingt zu erwarten. Der Einsatz von Sprechregeln (z. B. „verstanden“/„antworten“) ist zu empfehlen.
Moderne Iridium-Satellitentelefone verwenden eine Helixantenne. Diese rund 5 cm lange Antenne befindet sich am Ende eines Stabs. Der Stab kann aus dem Satellitentelefon herausgezogen werden. Der Stab dient dazu, die Helixantenne in eine Position zu bringen, welche den Kopf der telefonierenden Person überragt, während gleichzeitig der Lautsprecher des Satellitentelefons auf der Ohrmuschel aufliegt. Mit Hilfe des Stabs wird erreicht, dass der Kopf der telefonierenden Person nicht die Sichtverbindung zwischen Helixantenne und Iridium-Satelliten unterbricht. Der Stab ist mit einem oder mehreren Gelenken ausgerüstet, damit die Helixantenne direkt nach oben ausgerichtet werden kann, um optimal als Rundstrahler arbeiten zu können.

### Datenübertragung und Internetzugang
Iridium ermöglicht die weltweite Datenkommunikation mit Leitungsvermittlung (CS) oder Paketvermittlung (PS). Iridium ermöglicht den weltweiten Internetzugang über Satellit. Die durchschnittliche Paketumlaufzeit (RTT) des über Iridium-Satelliten realisierten Internetzugangs liegt bei 700 bis 1800 Millisekunden (ms).

#### Iridium Certus
Die Iridium-Satelliten ab der zweiten Generation (Iridium NEXT) ermöglichen den neuen Dienst Iridium Certus. Iridium Certus ermöglicht IP-basierende Datenübertragungen und direkten Internetzugang.
| Empfangsgerät: Festinstallation … | Frequenzband | Maximal mögliche Datenübertragungsrate | Maximal mögliche Datenübertragungsrate | Quelle |
| Empfangsgerät: Festinstallation … | Frequenzband | Download                               | Upload                                 | Quelle |
| --------------------------------- | ------------ | -------------------------------------- | -------------------------------------- | ------ |
| … in einem Fahrzeug               | L-Band       | 0,704 kbit/s                           | 352 kbit/s                             | [ 22 ] |
| … an Land                         | L-Band       | 1,4 Mbit/s                             | 528 kbit/s                             | [ 22 ] |
| … auf einem Schiff                | L-Band       | 1,4 Mbit/s                             | 528 kbit/s                             | [ 23 ] |
| … in einem Flugzeug               | L-Band       | 1,4 Mbit/s                             | 528 kbit/s                             | [ 24 ] |

Moderne, große Antennen für Iridium Certus bestehen aus mehreren Panelantennen. Diese Panelantennen arbeiten zusammen als eine elektronisch schwenkbare Phased-Array-Antenne. Die Panelantennen sind entsprechend angeordnet, dass der Himmel vollständig abgedeckt wird. In der Regel besteht eine solche Antenne aus mehreren seitlich montierten und einer zum Zenit ausgerichteten Panelantenne. Letztere kommuniziert mit den hoch am Himmel fliegenden, die seitlich montierten Panelantennen mit tief am Himmel fliegenden Iridium-Satelliten. Jede der seitlich montierten Antennen ist für einen bestimmten Sektor am Himmel zuständig. Übliche Breite und Höhe eines solchen Sektors ist 60°.
Moderne Antennen für Iridium Certus weisen in der Regel keine beweglichen Teile auf. Dies ist in der Schifffahrt ein großer Vorteil gegenüber den dort üblicherweise eingesetzten Parabolantennen und Panelantennen. Die auf Schiffen installierten Parabol- und Panelantennen für die Kommunikation mit geostationären Satelliten befinden sich üblicherweise unter weiß gestrichenen GfK-Zylindern. Der GfK-Zylinder schützt die Antenne vor dem rauen Seewetter und dem Meersalz. Die auf Schiffen montierten Parabol- und Patchantennen müssen mit einem Elektromotor stetig möglichst präzise auf den geostationären Satelliten ausgerichtet werden.
Vom Hersteller ICOM gibt es auch Sprechfunkgeräte für die Iridium-Satelliten, wodurch Push-to-Talk mit Gruppenruf, Selektivruf etc. möglich ist und nicht jeder Teilnehmer einzeln angerufen werden muss.

### Datenübertragung für M2M-Anwendungen
Iridium ermöglicht mit „Iridium Short Burst Data“ (SBD) die weltweite Datenkommunikation von M2M-Anwendungen im Datagramm-Verfahren mit sehr kleinen Datenmengen und Datenübertragungsraten. Iridium SBD ist ein proprietärer Kommunikationsstandard.
Iridium investiert in das Projekt „Stardust“ rund 10 Millionen US-Dollar, um die in Betrieb stehende 2. Generation des Iridium-Satellitennetzwerks (Iridium NEXT) 5G-tauglich zu machen. Iridium plant im Projekt „Stardust“ seine aktuelle Satellitenflotte durch Softwareanpassungen vollständig kompatibel zum 3GPP-Standard des Mobilfunks zu machen. Diese Softwareanpassungen erlauben M2M-Anwendungen über Iridium-Satelliten nach dem 3GPP-Standard. Das Iridium-Satellitennetzwerk wird frühstens 2026 tauglich für 5G-fähige Mobiltelefone sein.
Das Betriebssystem Android unterstützt ab Version 15 den Versand und Empfang von Kurzmitteilungen per Satellitenkommunikation.
Die in zukünftigen Android-Smartphones integrierten Satellitenkommunikationsmodule ermöglichen den Versand und Empfang von Kurzmitteilungen per Iridium-Satellit. Weiter ermöglichen sie den Notruf über das Iridium-Satellitennetzwerk. Sie ermöglichen eine indirekte Zweiwegkommunikation mit Kurzmitteilungen mit Search-and-Rescue-Einsatzkräften.

### GMDSS

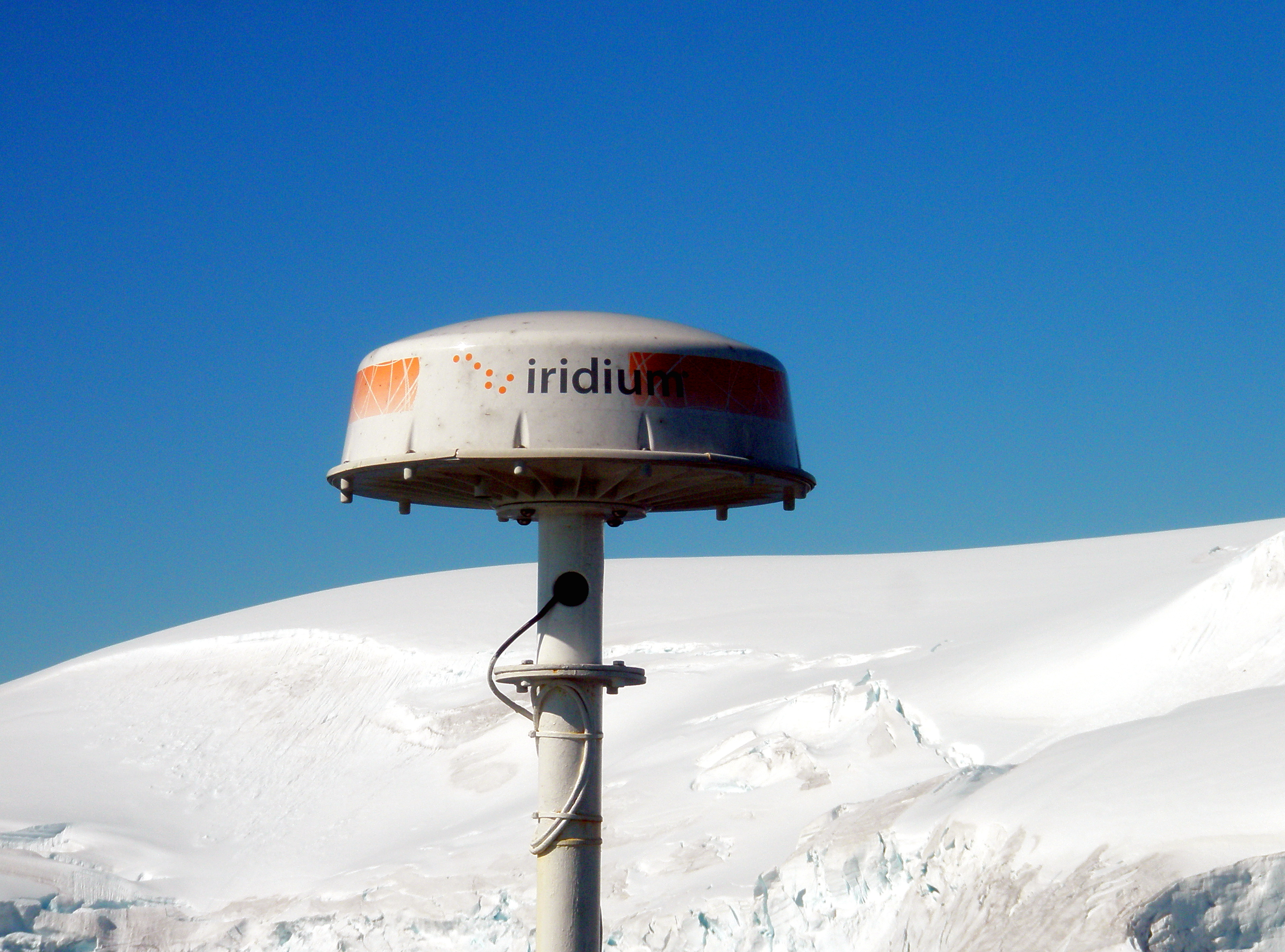
Iridium-Schiffsantenne auf dem Deck der Lyubov Orlova in der Antarktis

Iridium hat die Zulassung für die GMDSS-Anwendung von der IMO erhalten. Die Betriebsaufnahme erfolgte 2020.
Damit Iridium die sehr hohen Verfügbarkeitsanforderungen für GMDSS erfüllt, müssen die technischen Einrichtungen
- Haupt-Iridium-Gateway in Tempe
- Iridium-Bodenstation (SNOC) in Leesburg

vollständig geo-redundant umgesetzt sein. Geo-Redundanz wird erreicht, wenn die Redundanz an einem weit entfernten Standort (Luftlinie-Distanz > 100 Kilometer) aufgebaut wird. Eine größere Naturkatastrophe (z. B. Erdbeben) könnte die Iridium-Einrichtungen in Tempe oder in Leesburg schwer beschädigen, was massive Auswirkungen auf die Verfügbarkeit des Iridium-Satellitennetzwerks hätte. Deshalb ist für GMDSS der geo-redundante Aufbau der Iridium-Installationen an einem weit entfernten Standort zwingend erforderlich.

### LRIT
Schiffe müssen ihre aktuelle Position mittels LRIT bekannt geben. In den polaren Gewässern (Seegebiet A4) muss die aktuelle Schiffsposition über Iridium kommuniziert werden.

### FANS
Heute können Flugzeuge für Flüge über abgelegene Regionen Iridium-Kommunikationsmittel für die Flugsicherung (FANS) einsetzen.

## Technisches
Der wesentliche Vorteil eines satellitengestützten Kommunikationssystems ist, dass große Flächen ohne terrestrische Stationen abgedeckt werden können. Die Endgeräte (Terminals) kommunizieren direkt mit den Satelliten. Der Satellitenverbund ist über mehrere Erdstationen mit den bestehenden erdgebundenen Telefonen und Datennetzen (z. B. Internet) verbunden. Erdstationen für das Iridium-Satellitennetzwerk befinden sich in:
| Standort                                | Land               | Bemerkungen |
| --------------------------------------- | ------------------ | --- |
| Tempe in Arizona                        | Vereinigte Staaten | Erdstation und Haupt-Gateway für die zivile Nutzung                                                                              |
| Ischewsk                                | Russland           | Erdstation und Gateway für die zivile Nutzung in Russland                                                                        |
| Wahiawa auf Hawaii                      | Vereinigte Staaten | Erdstation und Gateway für die militärische Nutzung durch die Behörden und Streitkräfte der USA und deren alliierte Streitkräfte |
| Chandler in Arizona                     | Vereinigte Staaten | Erdstation (genaues Einsatzgebiet nicht öffentlich bekannt)                                                                      |
| Fairbanks in Alaska                     | Vereinigte Staaten | Erdstation für die zivile Nutzung über den Haupt-Gateway in Tempe                                                                |
| Yellowknife in den Nordwest-Territorien | Kanada             | Erdstation (genaues Einsatzgebiet nicht öffentlich bekannt)                                                                      |
| Iqaluit in Nunavut                      | Kanada             | Erdstation (genaues Einsatzgebiet nicht öffentlich bekannt)                                                                      |
| Longyearbyen auf Spitzbergen (SvalSat)  | Norwegen           | Erdstation für die zivile Nutzung über den Haupt-Gateway in Tempe                                                                |
| Punta Arenas in Südpatagonien (KSAT)    | Chile              | Erdstation für die zivile Nutzung über den Haupt-Gateway in Tempe                                                                |

Im Falle von Iridium sind die einzelnen Satelliten zusätzlich untereinander durch Intersatellitenlinks (ISLs) verbunden. Hat ein Satellit selbst keinen Kontakt zu einer Erdstation, werden Telefongespräche und andere Nutzsignale über andere Iridiumsatelliten weitergeleitet. Eine aktive Verbindung wird so lange von Satellit zu Satellit vermittelt, bis sich einer dieser Satelliten in der Reichweite einer Erdstation befindet. Von der Erdstation wird die Verbindung an das Iridium-Gateway weitergereicht. Über das Iridium-Gateway findet dann das Gespräch seinen Weg in die herkömmlichen Telefonnetze. Die Datenübertragung vom Satellit zu den Handgeräten erfolgt im L-Band und zwischen den Satelliten und von den Satelliten zur Erdstation im Ka-Band. Gespräche, die zwischen Iridium-Nutzern laufen, werden direkt zwischen den Satelliten vermittelt, ohne dazwischengeschaltete Erdstation.
Die Sendeleistung von Mobiltelefonen ist aus gesundheitlichen und technischen Gründen begrenzt. Um dennoch einen Verbindungsaufbau bei geringer Sendeleistung zu ermöglichen, wurden die Iridium-Satelliten in eine niedrige, nichtgeosynchrone Umlaufbahn mit hoher Inklination gebracht. Die Iridium-Satelliten umkreisen die Erde in einer Höhe von etwa 780 Kilometern in sechs nahezu polaren Umlaufbahnen (Bahnneigung = 86,4 °) mit je elf sich im aktiven Einsatz befindenden Satelliten und einem Reservesatelliten je Bahn. Für die Umrundung der Erde benötigt ein Satellit etwa 100 Minuten. Wenn ein Satellit nicht mehr funktionstüchtig ist, wird er auf eine Umlaufbahn von rund 500 Kilometern Höhe gebracht, von der er schließlich in die Erdatmosphäre gelenkt wird und verglüht.
Im dichten Wald mit hohen Bäumen genügt die Verbindungsreserve der Iridium-Satellitentelefone nicht für Sprachkommunikation.

### Satellitenflotte

#### Iridium-Satelliten der ersten Generation
Die Gesamtkosten für die erste Generation der Iridium-Satellitenflotte betrugen 5 Milliarden US-Dollar.
Die Satelliten sind 689 Kilogramm schwer und haben eine Höhe von etwa vier Metern und einen Durchmesser von 1,3 Metern. Sie basieren auf Lockheed Martins LM700A Satellitenbus und stehen senkrecht in der Umlaufbahn. Sie verfügen über je zwei am oberen Ende angebrachte parallel zum Horizont ausgerichtete Solarzellenausleger, drei geneigt angebrachte Antennen von 1,86 Metern mal 0,88 Metern Größe und weitere am unteren Ende angebrachte Antennen. Gestartet wurden die dreiachsenstabilisierten Satelliten zwischen Mai 1997 und Juni 2002 jeweils zu mehreren mit verschiedenen Trägerraketen (je fünf beim Start mit Delta-2, je sieben beim Start mit der Proton und je zwei beim Start mit der Langer Marsch 2 oder Rokot KM).

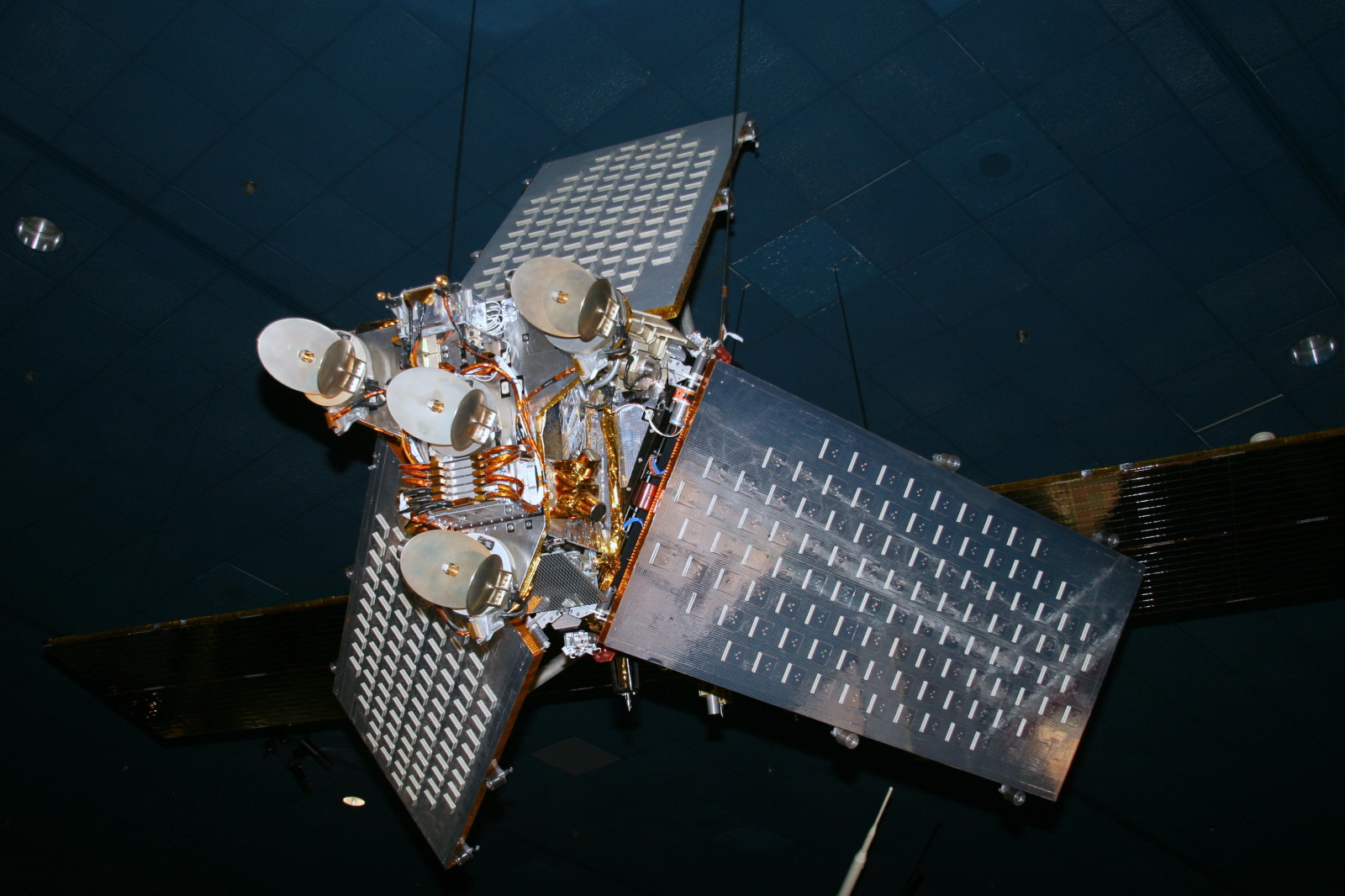
Unterseite eines Satelliten: Antennen
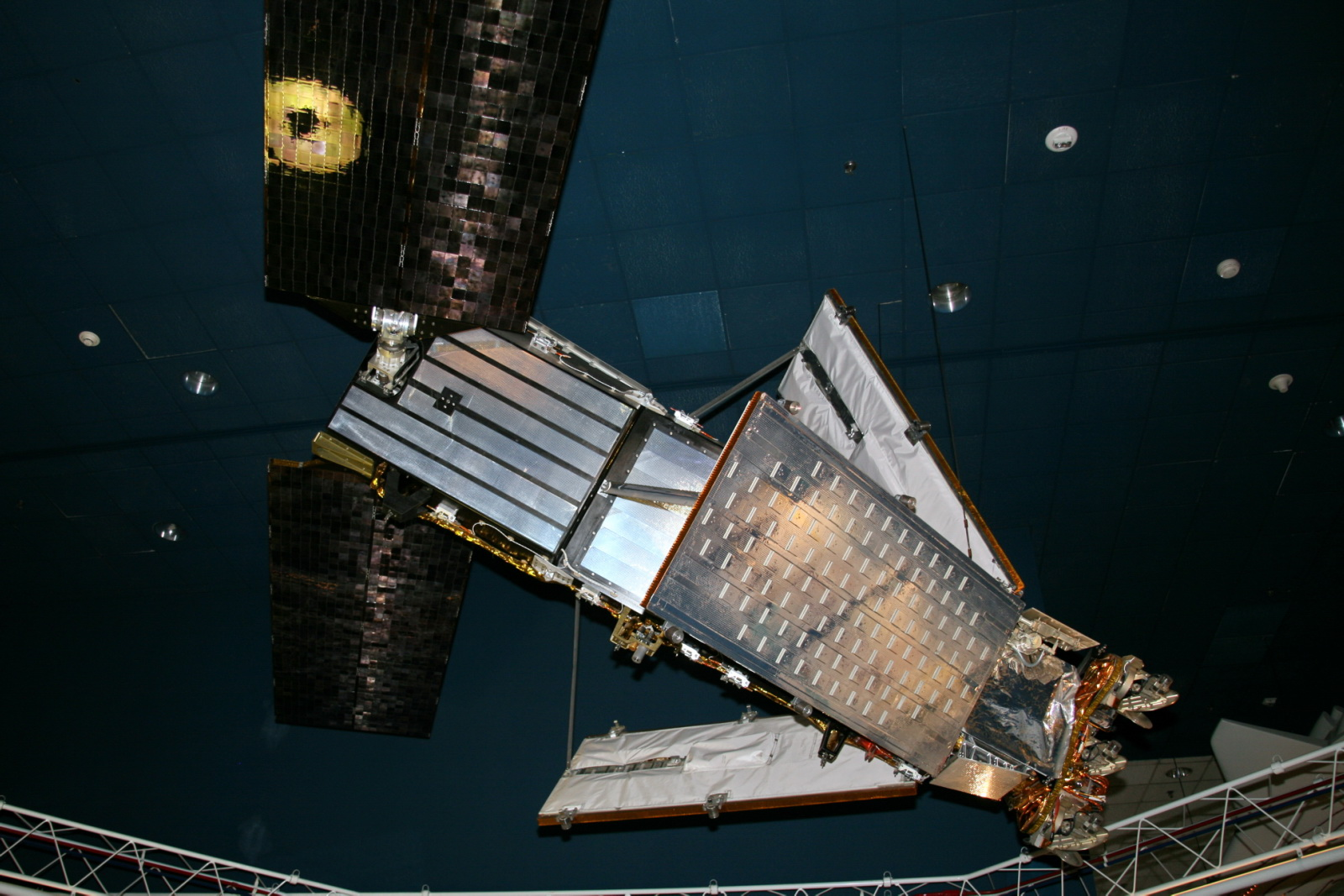
Gesamtansicht eines Iridiumsatelliten: Links Solarzellenpaddel, rechts Antennen

#### Iridium-Satelliten der zweiten Generation (Iridium Next)
Von Januar 2017 bis Mai 2023 wurde die erste Generation von Iridium-Satelliten durch neue Satelliten der zweiten Generation (Iridium Next) ersetzt. Der Austausch der alten Satelliten durch neue Satelliten erfolgte schrittweise. Mehrere Monate bestand das Iridium-Satellitennetz sowohl aus alten Iridium-Satelliten als auch aus neuen Satelliten. Die neuen Satelliten sind voll kompatibel zu den alten Satelliten. Am 5. Februar 2019 wurde der letzte Iridium-Satellit der ersten Generation außer Betrieb genommen und durch einen Iridium-Satelliten der zweiten Generation ersetzt.
Die Kosten für die Next-Satellitenflotte werden auf 2,9 Milliarden US-Dollar geschätzt. Jeder Iridium-Next-Satellit ist mit einem ADS-B-Empfänger ausgestattet, der durch die Firma Aireon produziert, installiert und betrieben wird. Satellitengestütztes ADS-B ermöglicht die Flugverkehrskontrolle in Regionen, die heute nicht durch ein Flugsicherungsradar abgedeckt werden. 65 Iridium Next-Satelliten werden mit einem AIS-Empfänger ausgestattet. Satellitengestütztes AIS ermöglicht Küstenstaaten die Überwachung der Schifffahrt in Regionen, die heute nicht durch landgestützten UKW-Seefunk abgedeckt werden.
Iridium kaufte bei Thales Alenia Space 81 Satelliten seiner zweiten Satellitengeneration „Iridium Next“ für 2,1 Milliarden US-Dollar. Weitere 800 Millionen US-Dollar waren für deren Start aufzuwenden. Das Unternehmen SpaceX erhielt den Zuschlag für acht Starts mit Falcon-9-Raketen. Regulär wurden bei jedem Start neun Satelliten gestartet, jedoch wurden bei den Missionen Iridium-6 und Iridium-9 nur jeweils fünf Satelliten ins All gebracht. Seit Januar 2019 befinden sich 75 Satelliten in einer Erdumlaufbahn, davon sind neun Reservesatelliten. Die restlichen sechs Satelliten warten als Reserve am Boden auf ihren eventuellen Einsatz.
| Mission   | Satellitennummern                                | Raketentyp            | Startdatum        |
| --------- | ------------------------------------------------ | --------------------- | ----------------- |
| Iridium-1 | 102, 103, 104, 105, 106, 108, 109, 111, 112, 114 | Falcon 9 v1.2 Block 3 | 14. Januar 2017   |
| Iridium-2 | 113, 115, 117, 118, 120, 121, 123, 124, 126, 128 | Falcon 9 v1.2 Block 3 | 25. Juni 2017     |
| Iridium-3 | 107, 119, 122, 125, 127, 129, 132, 133, 136, 139 | Falcon 9 v1.2 Block 4 | 9. Oktober 2017   |
| Iridium-4 | 116, 130, 131, 134, 135, 137, 138, 141, 151, 153 | Falcon 9 v1.2 Block 3 | 23. Dezember 2017 |
| Iridium-5 | 140, 142, 143, 144, 145, 146, 148, 149, 150, 157 | Falcon 9 v1.2 Block 4 | 30. März 2018     |
| Iridium-6 | 110, 147, 152, 161, 162                          | Falcon 9 v1.2 Block 4 | 22. Mai 2018      |
| Iridium-7 | 154, 155, 156, 158, 159, 160, 163, 164, 165, 166 | Falcon 9 v1.2 Block 5 | 25. Juli 2018     |
| Iridium-8 | 167, 168, 169, 170, 171, 172, 173, 175, 176, 180 | Falcon 9 v1.2 Block 5 | 11. Januar 2019   |
| Iridium-9 | 174, 177, 178, 179, 181                          | Falcon 9 v1.2 Block 5 | 20. Mai 2023      |

Der erste neue Satellit wurde am 23. Februar 2017 in Betrieb genommen und in das bestehende Iridium-Satellitennetzwerk integriert.
Die neuen Satelliten der 2. Generation sollen zu allen heute bekannten Iridium-Geräten voll kompatibel sein.

Startgalerie der Iridium-Next-Serie
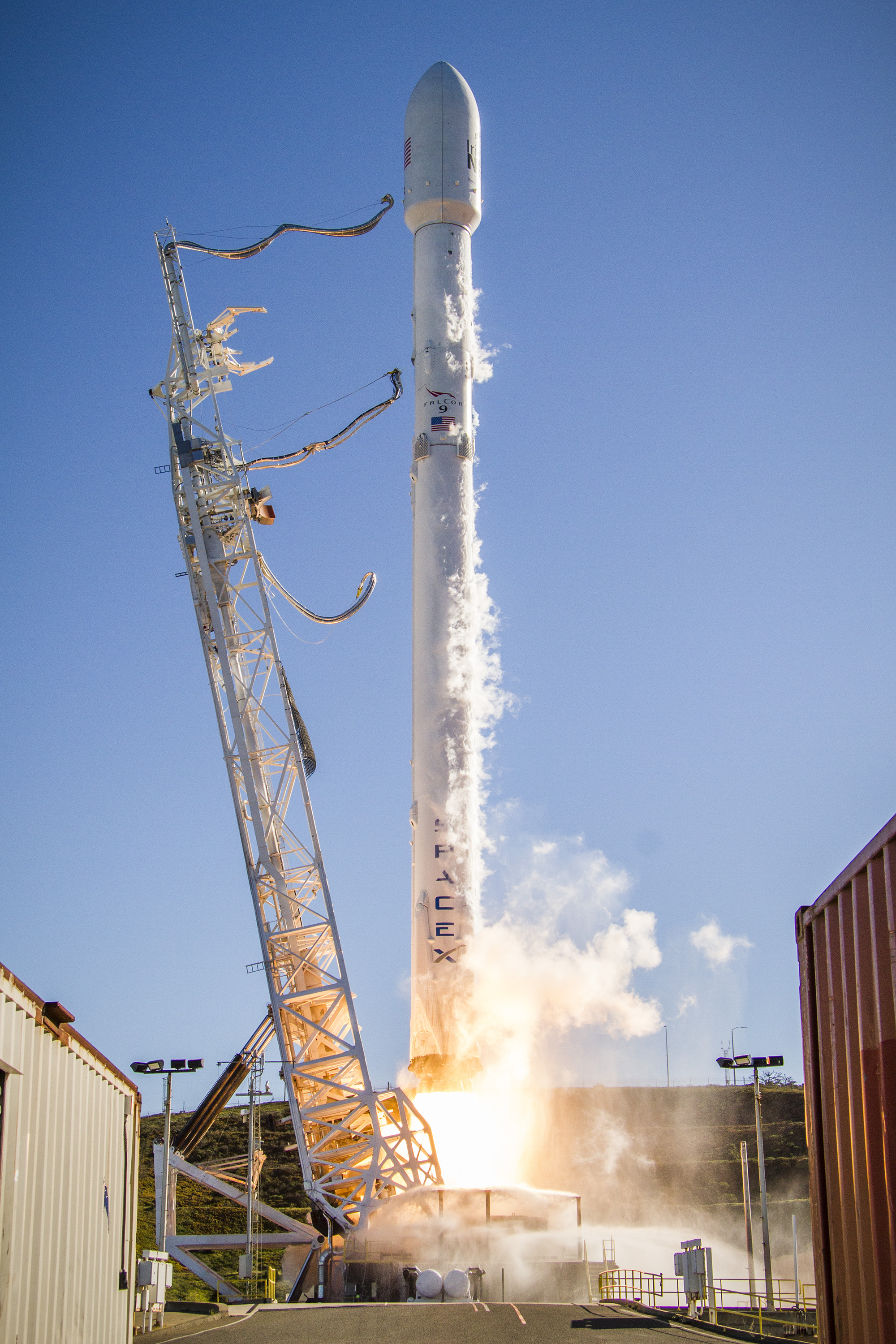
Start von Iridium-1
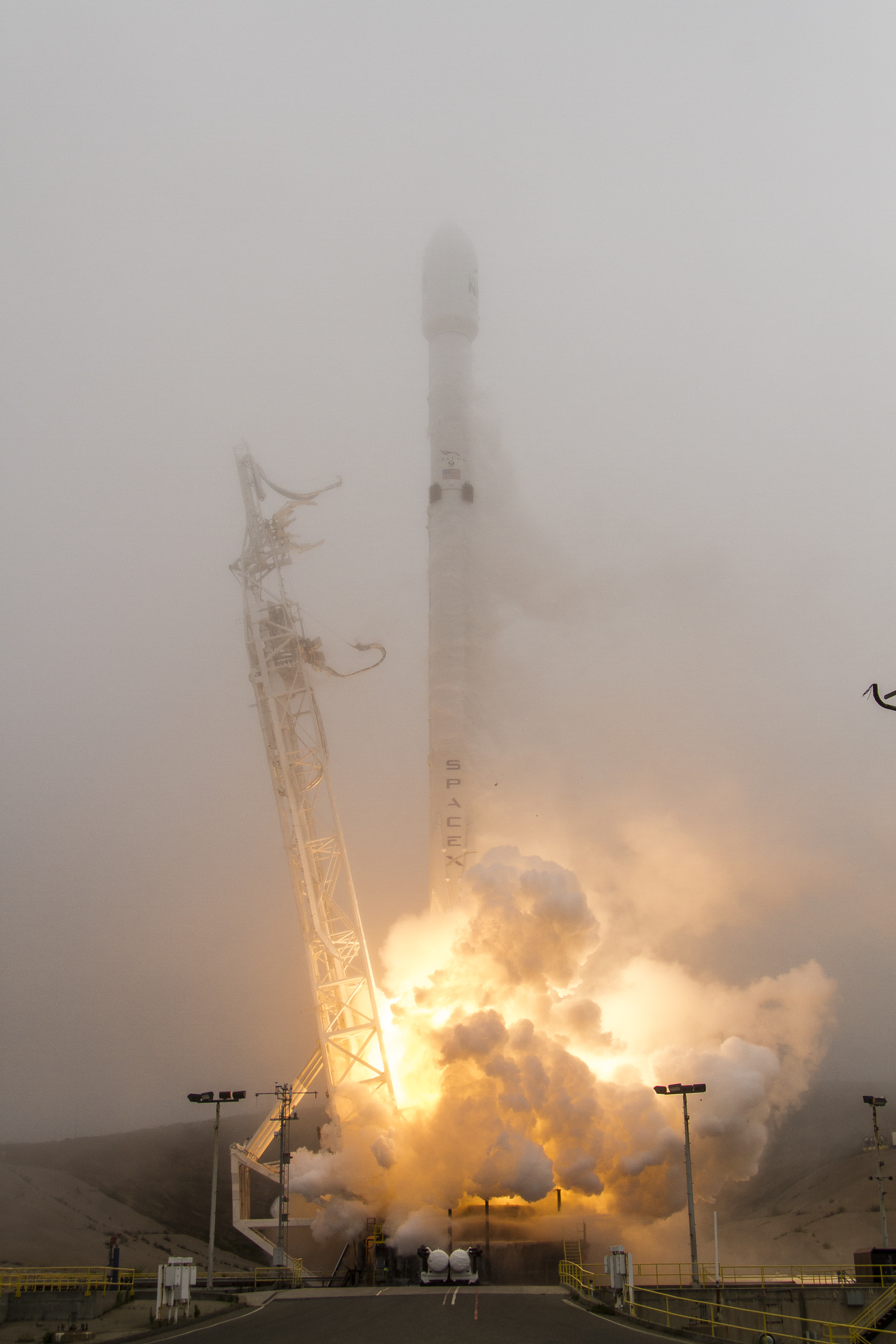
Start von Iridium-2
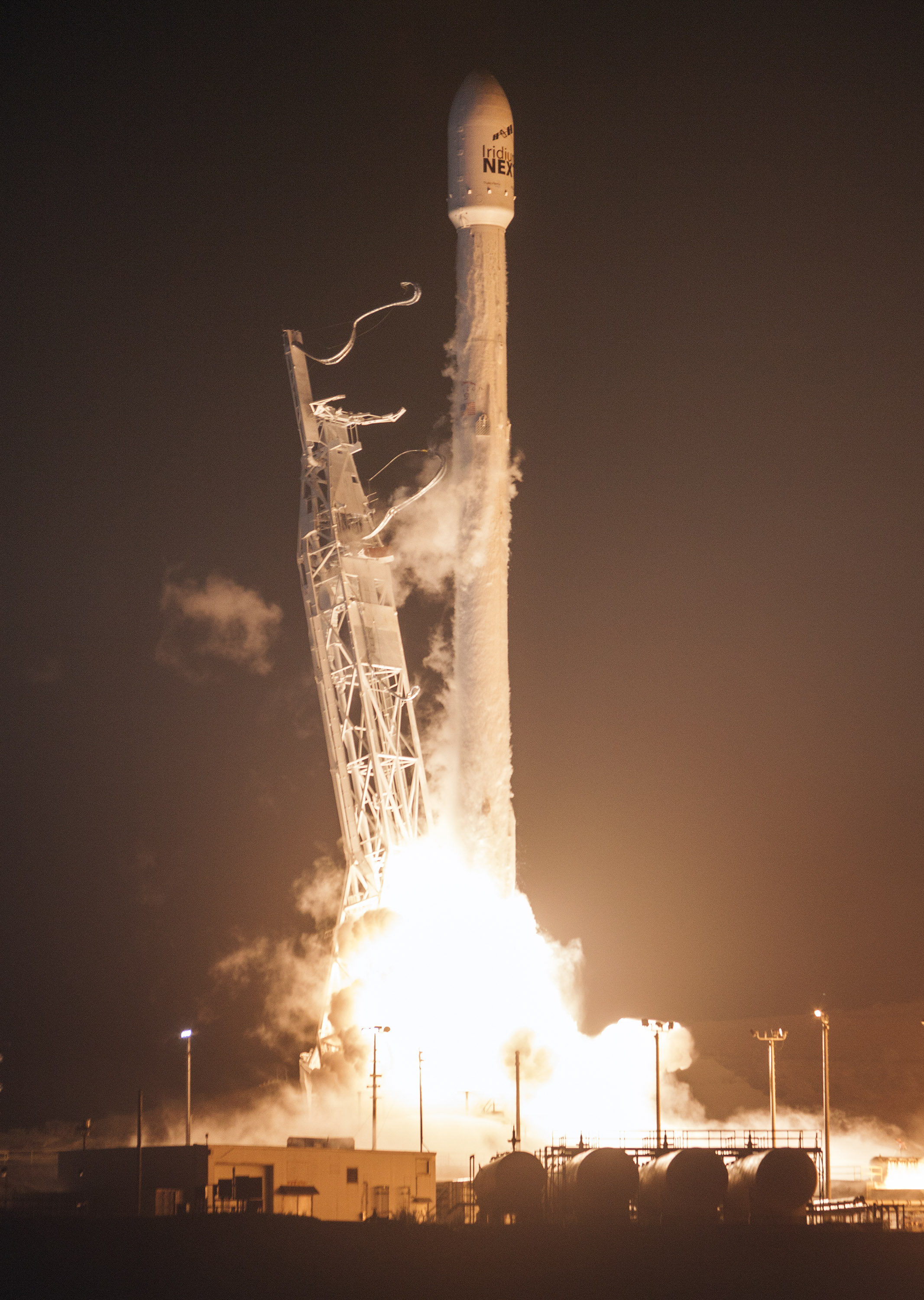
Start von Iridium-3
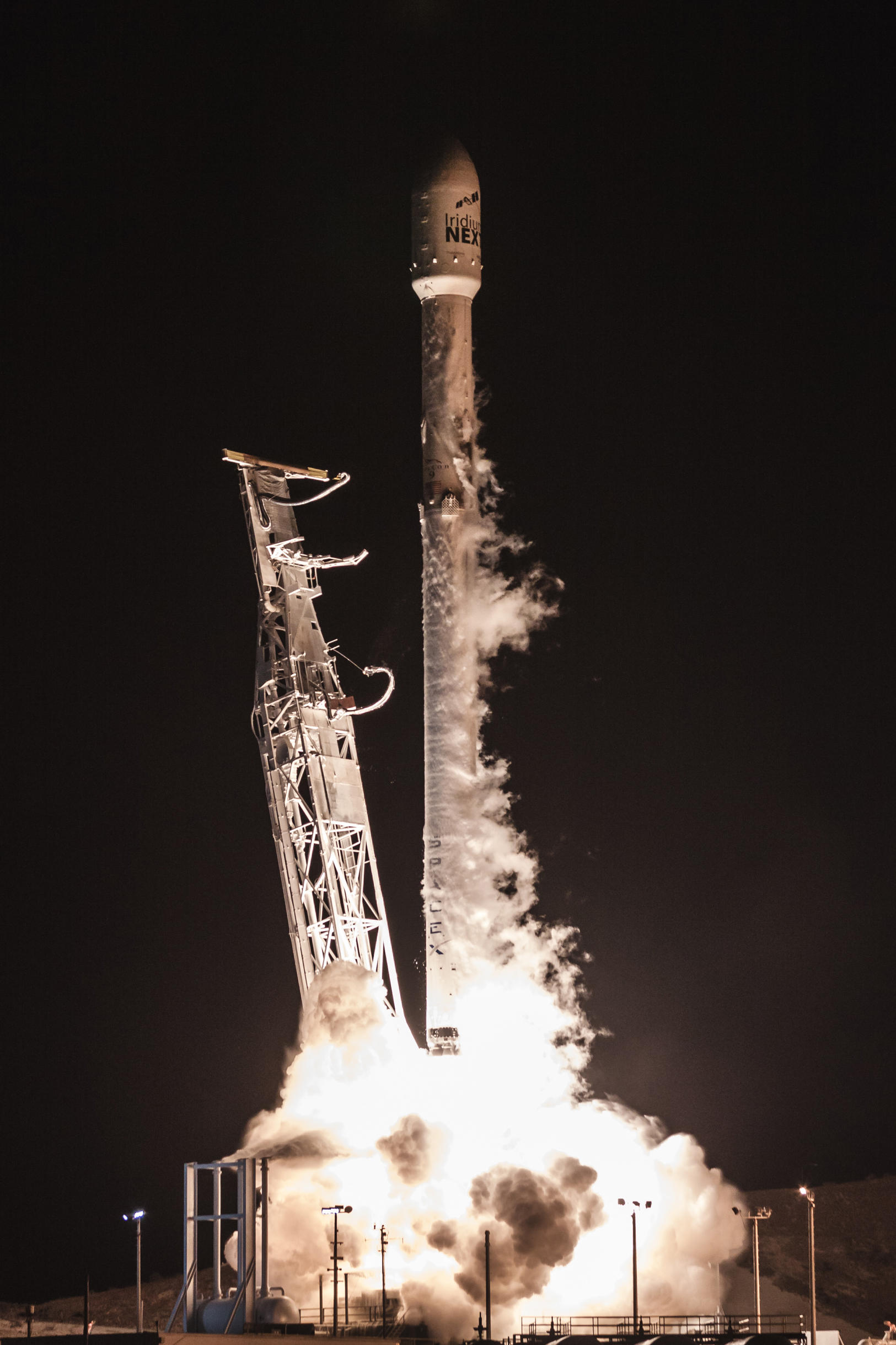
Start von Iridium-4
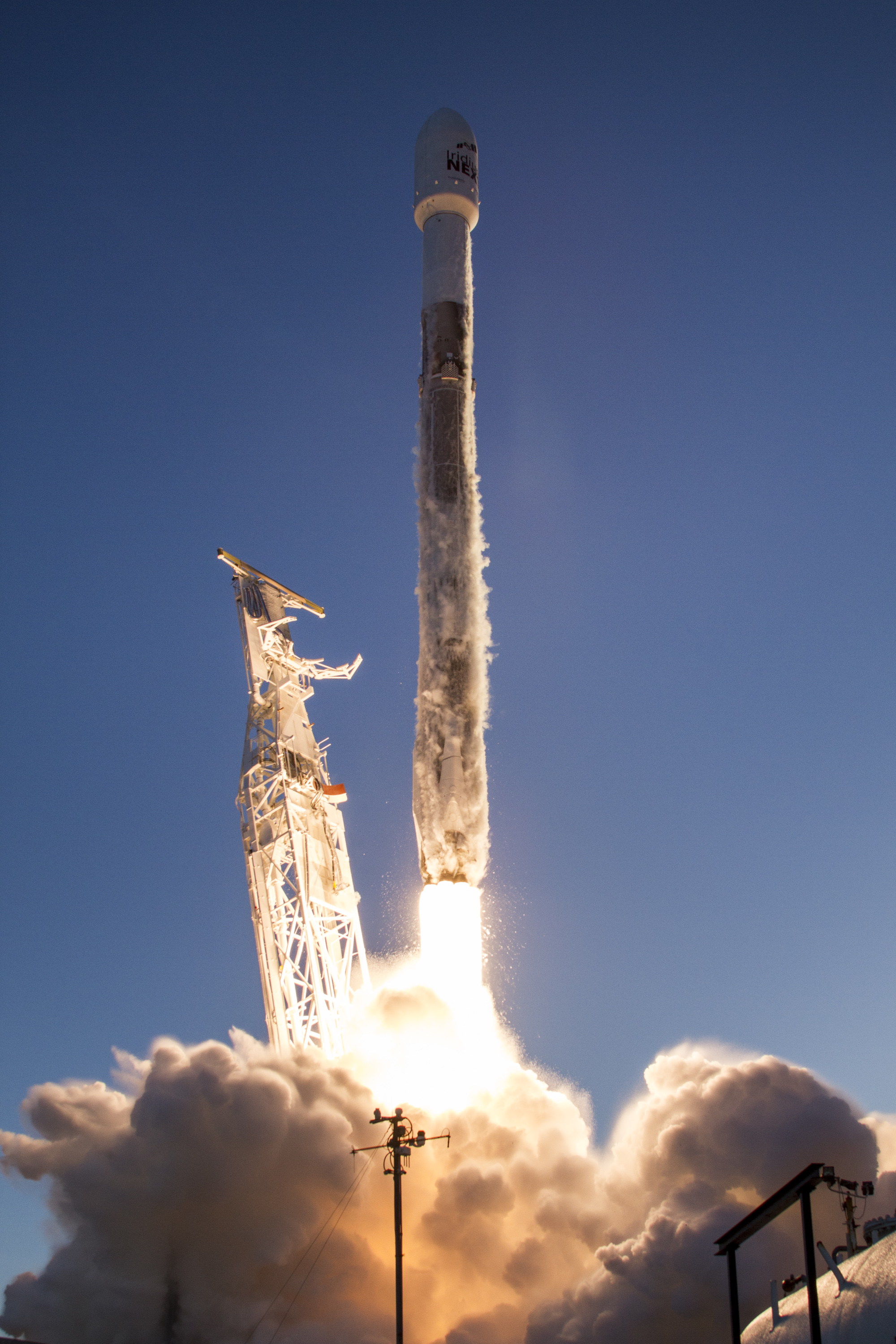
Start von Iridium-5

Die neuen Satelliten der 2. Generation sind mit Phased Array-Antennen ausgerüstet, welche im L-Band 48 Punktstrahlen (spot beams) unterstützen.

### Luftschnittstelle
Die Datenübertragung vom Satellit zu den Handgeräten erfolgt im L-Band. Technisch möglich ist die Nutzung des Frequenzbereichs von 1616 MHz bis 1626,5 MHz, dieser Frequenzbereich muss aber mit anderen Funkdiensten wie dem Konkurrenzsystem Globalstar geteilt werden. Aktuell ist für Iridium der Frequenzbereich von 1618,25 MHz bis 1626,5 MHz weltweit reserviert.
Die digitalen Daten werden mit einer Mischung aus Frequenz- und Zeitmultiplexing übertragen. Der Iridium-Frequenzbereich wird mit Frequenzmultiplex (FDMA) in mehrere Kanäle unterteilt, die einen Abstand von 41,666 kHz haben. Jeder Kanal wird mit Zeitmultiplex (TDMA) in acht Zeitschlitze unterteilt. Alle Kanäle bis 1626,0 MHz sind Duplex-Kanäle. Im Duplex-Kanal werden vier Zeitschlitze für den Downlink und vier Zeitschlitze für den Uplink verwendet. Die zwölf Kanäle im Frequenzbereich von 1626,0 bis 1626,5 MHz sind Simplex-Kanäle. Die Zeitschlitze der Simplex-Kanäle werden für die Übertragung von Mitteilungen (SMS) und die Signalisierung (Klingeln) von Telefongesprächen verwendet.
Mit einem Duplex-Kanal kann eine Datenübertragungsrate von 9,6 kbit/s im Downlink und 9,6 kbit/s im Uplink erreicht werden. Fest installierte Satellitenantennen wie Iridium OpenPort oder Iridium Pilot können gleichzeitig über mehrere Zeitschlitze senden und empfangen und erreichen somit deutlich höhere Datenübertragungsraten. Iridium OpenPort und Iridium Pilot erlauben die gleichzeitige Nutzung von 64 Kanälen, was Datenübertragungsraten bis 128 bzw. 134 kbit/s erlaubt. Mit dem neuen Dienst Iridium Certus kompatible Satellitenanlagen können über noch mehr Zeitschlitze gleichzeitig senden und empfangen, was schnellere Datenübertragungsraten ermöglicht. Aktuell können für Iridium 186 Duplex-Kanäle eingesetzt werden.
Werden zwei Zeitschlitze gleichzeitig für die Übertragung eines Telefongesprächs verwendet, kann eine bessere Sprachqualität erreicht werden (AMBE mit 4800 Baud statt 2400 Baud).

## Satellitenkollision 2009
Am 10. Februar 2009 stieß der Iridium-Satellit 33 mit einer Relativgeschwindigkeit von 11,6 km/s mit dem ausrangierten russischen militärischen Kommunikationssatelliten Kosmos 2251 zusammen. Beide Satelliten wurden dabei zerstört.

## Iridium-Flare

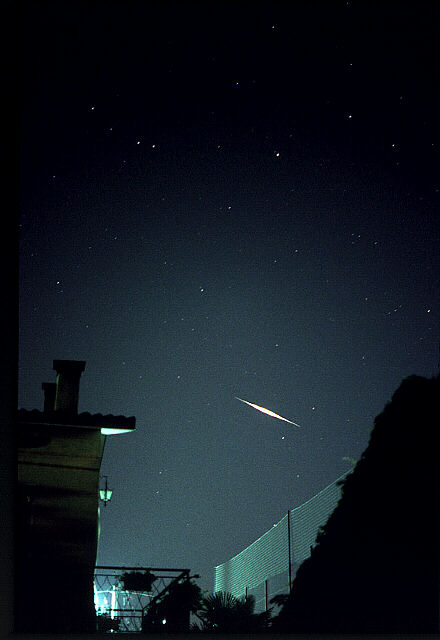
Iridium-Flare

Die Satelliten der ersten Generation waren von der Erde bei passender Geometrie Sonne-Satellit-Beobachter für mehrere Sekunden mit dem bloßen Auge als sogenannte Iridium-Flares zu beobachten. Dabei handelt es sich um Reflexionen des Sonnenlichtes an den Antennenflächen, die zu den hellsten Leuchterscheinungen führen, die künstliche Himmelskörper verursachen. Sie werden bis zu rund tausendmal heller (bei −9 mag) als Sirius, der hellste Stern am Nachthimmel, und sind visuell damit mit einer vorbeiziehenden Leuchtkugel vergleichbar, deren Lichtemission kurzzeitig enorm zunimmt. Die Winkelgeschwindigkeit liegt deutlich über der von Flugzeugen, aber unter der von Meteoren. Akustische Phänomene treten nicht auf. Auf Fotos mit Belichtungszeiten von einigen Sekunden erscheint der Satellit als heller Leuchtstreifen mit sich in Flugrichtung zu beiden Seiten verjüngenden Ausläufern.
Da die Iridium-Satelliten der neuen Generation, die solche Leuchterscheinungen nicht mehr verursachen, die bisherigen Satelliten vollständig ersetzt haben, sind bereits seit 2023 keine solchen Flares mehr zu sehen.